# Poison (álbum)
Poison es el álbum debut de la banda de R & B/hip hop Bell Biv DeVoe, publicado el 28 de febrero de 1990 en MCA Records.
El álbum estuvo en la posición número 5 en el Billboard 200. En abril de 1995 es de cuádruple-platino certificado por la RIAA  vendiendo 4 000 000 en los Estados Unidos.[cita requerida]

## Canciones
| N.º | Título                                                              | Letras                                   | Música                                               | Duración |  |
| 1.  | «Dope!»                                                             | Straite                                  | Dr. Freeze                                           | 3:44     |  |
| 2.  | «B.B.D. (I Thought It Was Me)?»                                     | Durant, Hooks, Sadler, Shocklee, Stewart | Eric Sadler, Hank Shocklee, Keith Shocklee           | 4:35     |  |
| 3.  | «Let Me Know Something?!»                                           | Durant, Hooks, Sadler, Shocklee          | Eric "Vietnam" Sadler, Hank Shocklee, Keith Shocklee | 4:40     |  |
| 4.  | «Do Me!»                                                            | Bell, Bivins, Bourelly, DeVoe            | Bell Biv DeVoe, Carl E. Bourelly                     | 4:33     |  |
| 5.  | «Ronnie, Bobby, Ricky, Mike, Ralph and Johnny (Word to the Mutha)!» | Bell, Bivins, DeVoe                      | Bell Biv DeVoe, Peace Production                     | 4:30     |  |
| 6.  | «Poison»                                                            | Straite                                  | Dr. Freeze                                           | 4:22     |  |
| 7.  | «Ain't Nut'in' Changed»                                             | Durant, Sadler, Shocklee, Shocklee       | Eric "Vietnam" Sadler, Hank Shocklee, Keith Shocklee | 3:30     |  |
| 8.  | «When Will I See You Smile Again?»                                  | Gatling, Stewart                         | Alton "Wokie" Stewart, Timmy Gatling                 | 5:08     |  |
| 9.  | «I Do Need You»                                                     | Gatling                                  | Alton "Wokie" Stewart, Timmy Gatling                 | 4:36     |  |
| 10. | «Poison [Extended Club Version]»                                    | Straite                                  | D'Lavance                                            | 7:50     |  |

## Lista de posiciones

### Álbum
| Chart (1990)       | Peak position |
| ------------------ | ------------- |
| U.S. Billboard 200 | 5             |
| U.S. R&B Albums    | 1             |

### Sencillos
| Año  | Sencillo                           | Pico de posiciones     | Pico de posiciones                 | Pico de posiciones                      | Pico de posiciones                    |
| Año  | Sencillo                           | U.S. Billboard Hot 100 | U.S. Dance Music/Club Play Singles | U.S. Hot Dance Music/Maxi-Singles Sales | U.S. Hot R&B/Hip-Hop Singles & Tracks |
| ---- | ---------------------------------- | ---------------------- | ---------------------------------- | --------------------------------------- | ------------------------------------- |
| 1990 | "Poison"                           | 3                      | 7                                  | 3                                       | 1                                     |
| 1990 | "B.B.D. (I Thought It Was Me)?"    | 26                     | 16                                 | 7                                       | 1                                     |
| 1990 | "Do Me!"                           | 3                      | 6                                  | 2                                       | 4                                     |
| 1991 | "When Will I See You Smile Again?" | 63                     | —                                  | 14                                      | 3                                     |
| 1991 | "She's Dope!"                      | —                      | —                                  | —                                       | 9                                     |

"—" No entra en las gráficas